# Карбоник
«Карбоник» — существовавшая в Российской империи  компания. Полное наименование — Акционерное общество «Карбоник». Штаб-квартира компании располагалась в г. Киев.

## История

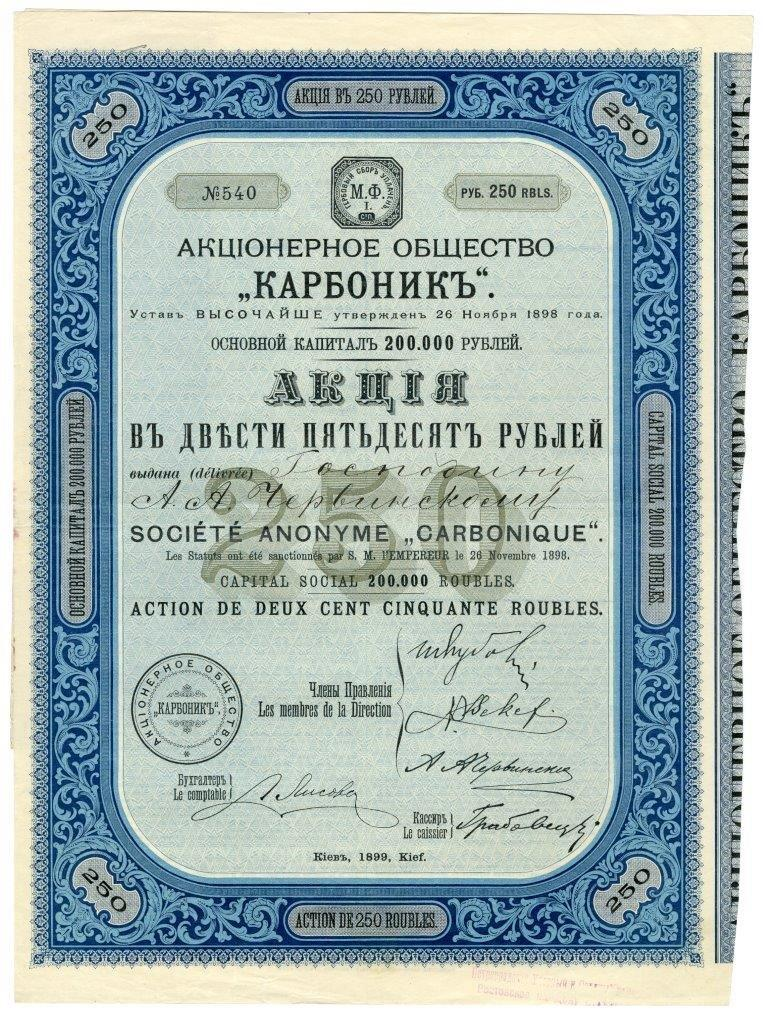
Акция в 250 руб. на предъявителя Акционерного общества «Карбоник». Киев, 1899 г.

Устав акционерного общества «Карбоник» с основным капиталом в 200 тыс. рублей, разделенных на 400 акций в 250 руб. каждая, был Высочайше утвержден 26 ноября 1898 года, что считается датой основания компании.
Остро стоявший в «дохолодильную» эпоху вопрос сохранения продуктов питания и прочих необходимых для жизнедеятельности человека веществ органического происхождения на рубеже XIX—XX вв. успешно решала киевская компания «Карбоник». Искусственный лёд для предшествовавших сегодняшним холодильникам так называемых «ледников» и широко распространенных в то время домашних холодильных шкафов производился заводом общества, находившемся на Владимиро-Лыбедской улице нынешней столицы Украины.
Хладагенты на основе аммиака позволяли производить искусственный лед в том числе и в теплое время года, в условиях положительных температур. Данный товар, как явствовало из рекламы заводчиков, изготавливаемый исключительно из отфильтрованной артезианской воды, пользовался повышенным спросом населения
По дошедшим до нас свидетельствам того времени, существовавший в Москве филиал общества Карбоник ко всему прочему занимался продажей так называемых домашних ледоделательных машин «Эскимо», способных за один цикл произвести от одного до двенадцати кг искусственного льда. Что стало с предприятиями акционерного общества «Карбоник» после революции — неизвестно. Вероятнее всего они были сначала национализированы советской властью, а после появления в СССР в 30-е годы XX столетия сухого льда — перепрофилированы.